# كرة السلة في الألعاب الأولمبية الصيفية 2004

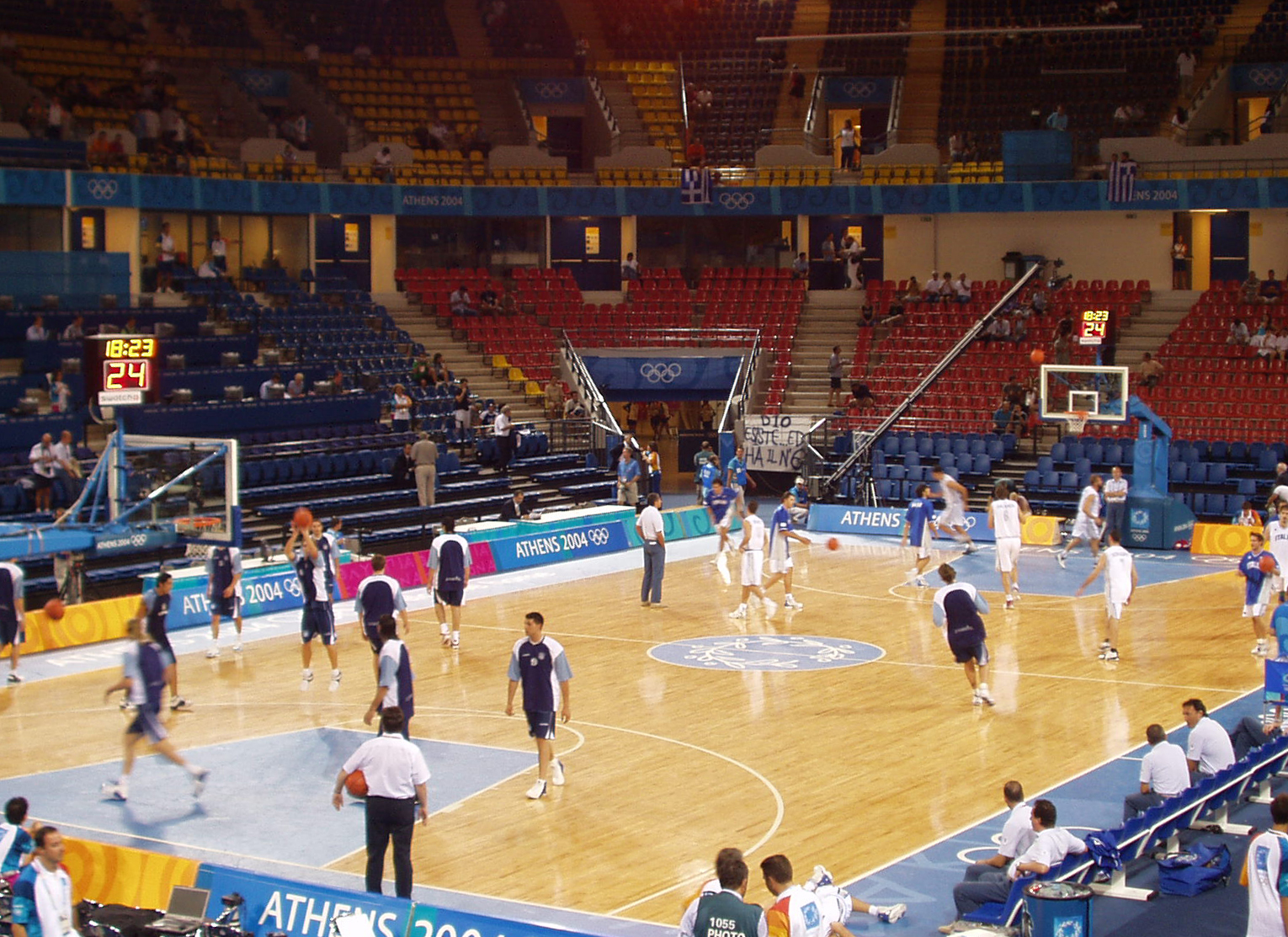

في رياضة كرة السلة في الألعاب الأولمبية الصيفية الثامنة والعشرون تنافست 12 دول على ميدالية ذهبية واحدة. تأهلت اليونان الدولة المضيفة وصربيا الفائزة ببطولة العالم 2002 بصورة تلقائية وتم توزيع المقاعد العشر المتبقية على خمس قارات، أفريقيا: فريق رجالي واحد وفريق واحد للسيدات، أوقيانوسيا: فريق رجالي واحد وفريق واحد للسيدات، أوروبا: 3 فرق للرجال و 3 للسيدات، القارة الأمريكية: 3 فرق للرجال وفريق نسائي واحد، آسيا: فريق رجالي واحد و 3 للسيدات.

## نهائيات الرجال
| الترتيب | الدولة                     | الميداليات | المجموع |
| 1       | الأرجنتين                  | 1 ذهبية    | 1       |
| 2       | إيطاليا                    | 1 فضية     | 1       |
| 3       | الولايات المتحدة الأمريكية | 1 برونزية  | 1       |

## نهائيات السيدات
| الترتيب | الدولة                     | الميداليات | المجموع |
| 1       | الولايات المتحدة الأمريكية | 1 ذهبية    | 1       |
| 2       | أستراليا                   | 1 فضية     | 1       |
| 3       | روسيا                      | 1 برونزية  | 1       |